# Cinco castigos
Los cinco castigos era el nombre colectivo de una serie de sanciones físicas impuestas por el sistema legal de la China premoderna. Con el tiempo, la naturaleza de los Cinco Castigos varió. Antes de la época del emperador Wen de Han (r. 180-157 a. C.) de la dinastía Han occidental, implicaban tatuado, corte de la nariz, amputación de uno o ambos pies, castración y muerte. Después de las dinastías Sui y Tang (581–907 d. C.), estos se cambiaron a trabajos forzados, destierro, muerte o castigo corporal en forma de azotes con tiras de bambú o flagelación con un palo. Aunque los cinco castigos eran una parte importante del sistema penal de la antigua China, no eran los únicos métodos de castigo utilizados.

## Origen
Algunos creen que los primeros usuarios de los Cinco castigos fueron el clan Sanmiao (三苗 氏). Otras fuentes afirman que se originaron con Chi You, el legendario creador de la metalistería y las armas, en su origen un líder del antiguo grupo étnico Li (九黎). Durante la dinastía Xia posterior (ca. 2070 a. C.-ca. 1600 a. C.), Qi de Xia, hijo de Yu el Grande, el fundador de la dinastía, adoptó los castigos de los Miao de amputación de uno o ambos pies (yuè, 刖), amputación de la nariz (yì, 劓), cincelado (zhuó, 琢), tatuar la cara o la frente (qíng, 黥) y otros tipos de castigo. El tatuado, la amputación de la nariz o los pies, la extirpación de los órganos reproductivos y la muerte se convirtieron en las cinco formas principales del sistema de castigo durante este período, desde la dinastía Xia hasta la dinastía Shang (1600–1046 a. C.) y la dinastía Zhou (1046–256 a. C.). Los "Cinco castigos para los esclavos" fueron abolidos durante el reinado del emperador Wen de Han a raíz de una petición de una súbdita, Chunyu Tiying (淳于緹縈), y reemplazados por los "Cinco castigos para los siervos".

## Los cinco castigos en la antigua China
Además de la pena de muerte, los cuatro castigos restantes para esclavos/siervos estaban diseñados para provocar daños en sus cuerpos que los marcarían de por vida. Todos los ciudadanos comunes estaban sujetos a estos castigos. Estos castigos eran para los hombres. Al lado de cada uno se indica el número de delitos a los que se aplicaba la sanción.
- Mò (墨), también conocido como qíng (黥), donde el delincuente sería tatuado en la cara o la frente con tinta indeleble, con el nombre del delito o alguna palabra denigrante.
- Yì (劓), donde se cortaba la nariz del delincuente.
- Yuè (刖), también conocido como bìn (臏) durante la dinastía Xia y zhǎnzhǐ (斬趾) durante la dinastía Qin, implicaba la amputación del pie izquierdo o del derecho o ambos. Otras fuentes afirman que este castigo implicaba la extirpación de las rótulas, que se afirma que es la fuente del nombre del estratega militar del periodo de los Reinos combatientes, Sun Bin.
- Gōng (宮), también conocido como yínxíng (淫刑), fǔxíng (腐刑)[7][8] o cánshì xíng (蠶室刑), donde se amputaban los órganos reproductivos del delincuente masculino.[9][10] Pene y  testículos (emasculación) eran cortados, y el delincuente condenado a trabajar como eunuco en el palacio imperial.[11][12] El Gōng para hombres se aplicaba para al mismo delito que el Gōngxing para mujeres, a saber, adulterio, actividad licenciosa o promiscua.[13]
- Dà Pì (大辟), la sentencia de muerte. Los métodos de ejecución podían ser descuartizar o cortar el cuerpo en cuatro pedazos (fēn wéi lù, 分為戮); ser hervido vivo (pēng, 烹); arrancar la cabeza y las cuatro extremidades de un delincuente uniéndolas a carros (chēliè, 車裂); decapitación (xiāoshǒu, 梟首); ejecución y luego abandono del cuerpo del delincuente en el mercado público local ( qìshì, 棄市); estrangulación (jiǎo, 絞); y rebanado lento (Muerte por mil cortes (língchí), 凌遲). También se utilizaron otros métodos de ejecución.

## Los cinco castigos en la China imperial
Durante la dinastía Han Occidental, el tatuado y la amputación fueron abolidos como castigos y en las dinastías posteriores, los cinco castigos sufrieron nuevas modificaciones. Para la dinastía Sui, los cinco castigos habían alcanzado la forma básica que tendrían hasta el final de la era imperial. Este es un breve resumen de los cinco castigos durante la dinastía Qing:
- Chī (笞), azotes en las nalgas con una caña de bambú ligera. Durante la dinastía Qing (1644-1911), en su lugar se utilizaron fibras de bambú. Había cinco grados de chī:[15]
  - 10 latigazos (remitidos con el pago de 600 wén (文) en efectivo de cobre )
  - 20 latigazos (remitidos con el pago de 1 guàn (貫) y 200 wén en efectivo de cobre. 1 guàn equivale a 1000 wén)
  - 30 latigazos (remitidos previo pago de 1 guàn y 800 wén en efectivo de cobre)
  - 40 latigazos (remitidos previo pago de 2 guàn y 400 wén en efectivo de cobre)
  - 50 latigazos (remitidos previo pago de 3 guàn en efectivo de cobre)
- Zhàng (杖), golpear con un palo grande en la espalda, las nalgas o las piernas. Los cinco grados de zhàng eran:[15]
  - 60 golpes (remitidos previo pago de 3 guàn y 600 wén en efectivo de cobre)
  - 70 golpes (remitidos previo pago de 4 guàn y 200 wén en efectivo de cobre)
  - 80 golpes (remitidos previo pago de 4 guàn y 800 wén en efectivo de cobre)
  - 90 golpes (remitidos previo pago de 5 guàn y 400 wén en efectivo de cobre)
  - 100 golpes (remitidos previo pago de 6 guàn de cobre al contado)
- Tú (徒), trabajos forzados con cinco grados de severidad:[15]
  - Un año de servidumbre penal más 60 golpes de garrote (remitidos previo pago de 12 guàn en efectivo de cobre)
  - Un año y medio de servidumbre penal más 70 golpes de garrote (remitidos previo pago de 15 guàn en efectivo de cobre)
  - Dos años de servidumbre penal más 80 golpes de garrote (remitidos previo pago de 18 guàn en efectivo de cobre)
  - Dos años y medio de servidumbre penal más 90 golpes de garrote (remitidos previo pago de 21 guàn en efectivo de cobre)
  - Tres años de servidumbre penal más 100 golpes de garrote (remitidos previo pago de 24 guàn en efectivo de cobre)
- Liú (流), exilio a un lugar remoto (como Hainan) con prohibición de regresar al lugar de nacimiento. Había tres grados de severidad:[15]
  - 2000 lĭ (里) (997 km) más 100 golpes del palo grande (remitido mediante el pago de 30 guàn en efectivo de cobre)
  - 2.500 lǐ (1247 km) más 100 golpes del palo grande (remitidos mediante el pago de 33 guàn en efectivo de cobre)
  - 3.000 lǐ (1496 km) más 100 golpes del palo grande (remitidos mediante el pago de 36 guàn en efectivo de cobre)
- Sĭ (死), pena de muerte. Después de las dinastías Sui y Tang, generalmente había dos opciones: ahorcamiento (jiǎo, 絞) o decapitación ( zhǎn, 斬). Desde la dinastía Song (970–1279 d. C.) en adelante, también se utilizaron el corte lento (língchí, 凌遲) junto con la decapitación (xiāoshŏu, 梟首). La pena de muerte podría revocarse mediante el pago de 42 guàn en efectivo de cobre.[15]

La escala de los pagos de remesas se puede medir por el hecho de que en la época del emperador Qianlong (1735-1796), el salario promedio de un trabajador de la construcción en la provincia de Zhili era de 0,72 wén o 0,6 onzas troy de plata por día.
Estos castigos se aplicaban a las mujeres por los mismos delitos que cometían los hombres:
- Xíngchōng (刑舂), donde la delincuente era obligada a moler grano
- Zǎnxíng (拶刑), también conocido como (zǎnzhĭ, 拶指), apretar los dedos entre palos
- Zhàngxíng (杖刑), ser golpeada con duelas de madera
- Cìsǐ (賜死), suicidio forzado
- Gōngxíng (宮刑), secuestro o confinamiento en una habitación. Era el castigo por libertinaje o adulterio. El gongxing para mujeres se aplicaba por los mismos delitos que el castigo gong para hombres.[13]